# Carol Skricki
Carol Ann Skricki (Norwood, 27 de julio de 1962) es una deportista estadounidense que compitió en remo.
Ganó una medalla de bronce en el Campeonato Mundial de Remo de 2001, en la prueba de cuatro scull. Participó en los Juegos Olímpicos de Sídney 2000, ocupando el cuarto lugar en la prueba de doble scull.

## Palmarés internacional
| Campeonato Mundial | Campeonato Mundial | Campeonato Mundial | Campeonato Mundial |
| Año                | Lugar              | Medalla            | Prueba             |
| ------------------ | ------------------ | ------------------ | ------------------ |
| 2001               | Lucerna (Suiza)    | Medalla de bronce  | Cuatro scull       |